# Эмина-2016
«Эмина-2016» (босн. Ženski fudbalski/Nogometni klub Emina 2016) — герцеговинский женский футбольный клуб из Мостара. Двукратный серебряный призёр первенства Боснии и Герцеговины.

## История
Клуб был основан в мае 2016 года. В год основания выступал во второй лиге Боснии и Герцеговины. Также в сезоне 2016/17 «Эмина-2016» дошла до финала Кубка Боснии, где потерпела поражение от «СФК 2000 Сараево» со счетом 3:0. В сезоне 2017/18 клуб играл в первой лиге, где стал победителем и вышел в женскую премьер-лигу. В сезонах 2018/19 клуб занял третье место в элите боснийского футбола, а в сезонах 2019/20 и 2020/21 — второе место.